# Charles Wentworth Dilke (1843–1911)

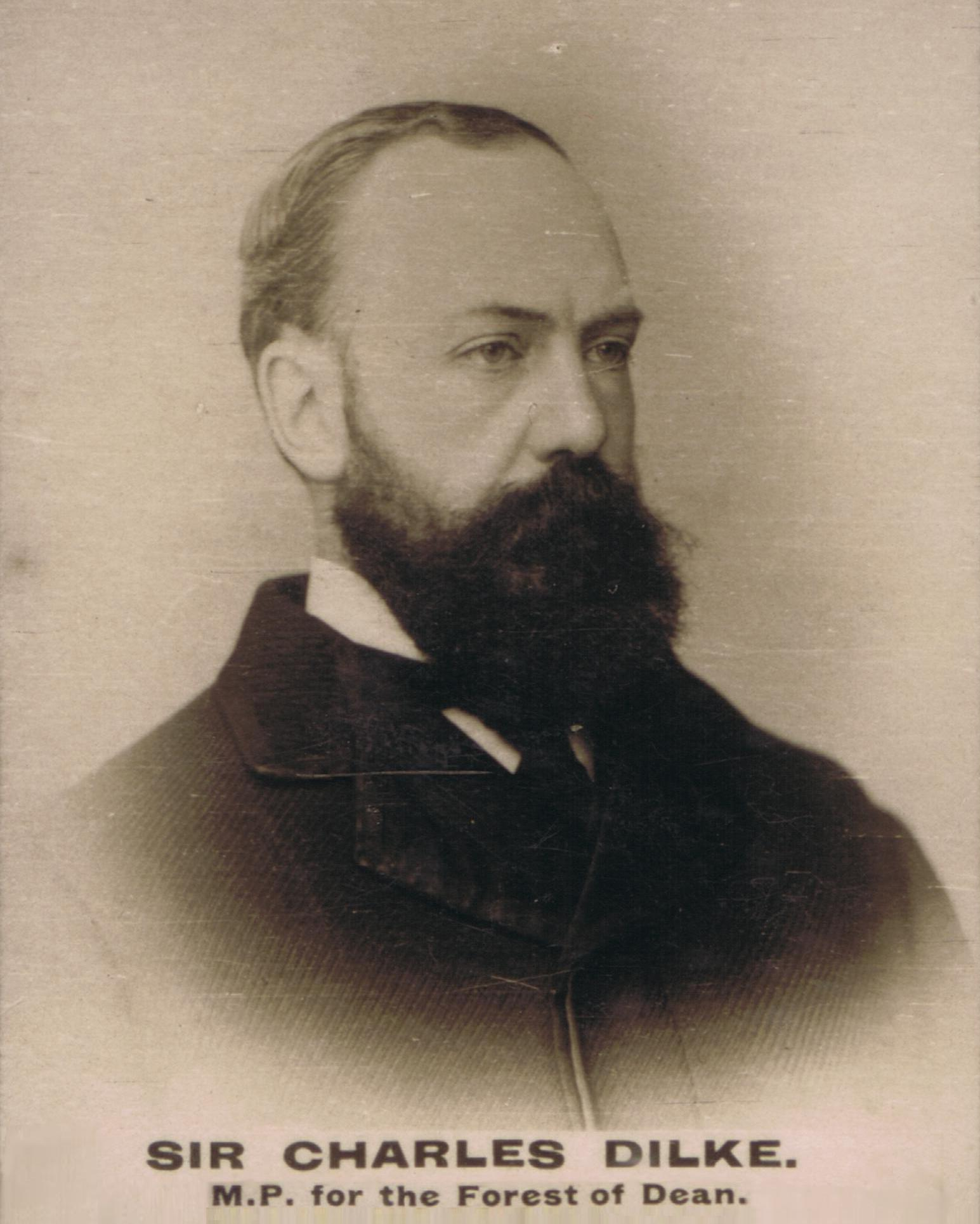
Sir Charles Dilke (1843–1911).

Charles Wentworth Dike, 2:e baronet, född den 4 september 1843, död den 26 januari 1911 i London, var en engelsk skriftställare och politiker, son till sir Charles Dilke (1810-1869).
Dilke studerade i Cambridge och blev advokat samt anträdde 1866 en resa kring jorden, som han beskrev i Greater Britain, a record of travel in englishspeaking countries during 1866-67 (1868; flera upplagor; ny bearbetning med titeln Problems of Greater-Britain, 2 band, 1890). År 1868 blev han parlamentsledamot för Chelsea och slöt sig i underhuset till den utpräglat radikala gruppen. År 1874 utgav han anonymt den politiska satiren The fall of prince Florestan of Monaco. 
År 1880 blev Dilke understatssekreterare för utrikesärenden i Gladstones andra ministär och 1882 president i Local Government Board med säte i kabinettet och var tillika 1884–1885 ordförande i en stor kommitté för bostadsfrågan. Han avgick med Gladstone 1885, men uteslöts ur dennes tredje kabinett i följd av en skandalös äktenskapsprocess, som slutade med att han i juli 1886 dömdes för äktenskapsbrott och förlorade sin plats i underhuset. 
Han invaldes åter 1892 och var sedan en uppmärksammad talare i utrikespolitiska frågor, men fick ingen plats i någon av de följande liberala regeringarna. Dilke fortsatt även sin skriftställarverksamhet och utgav bland annat The present position of european politics (1887), The british army (1888) samt The british empire (1898) – arbeten, som på sin tid lät tala om sig. Efter sin fader ärvde han 1869 tidskrifterna Athenaeum och Notes and queries. Dilkes hustru, lady Emilia Dilke (1840–1904), utgav uppmärksammade konsthistoriska arbeten.